# Ben Ainslie
Sir Charles Benedict Ainslie, detto Ben (Macclesfield, 5 febbraio 1977), è un velista inglese.
Ha vinto quattro medaglie d'oro e una d'argento ai Giochi olimpici nelle categorie Laser e Finn. È quindi il velista più vincente della storia, l'unico velista ad aver vinto medaglie in cinque edizioni consecutive dei Giochi olimpici, il terzo ad aver vinto cinque medaglie in questo sport (dopo Torben Grael e Robert Scheidt) e il secondo ad aver vinto quattro medaglie d'oro (dopo Paul Elvstrøm). Ha anche partecipato a quattro edizioni della America's Cup, vincendola nel ruolo di tattico per il team velico americano BMW Oracle Racing nel 2013.

## Palmarès
Giochi olimpici:
Atlanta 1996:  Argento nella classe Laser
Sidney 2000:  Oro nella classe Laser
Atene 2004:  Oro nella classe Finn
Pechino 2008:  Oro nella classe Finn
Londra 2012:  Oro nella classe Finn

Mondiali:
Simon's Town 1996:  Bronzo nella classe Laser
Algarrobo 1997:  Bronzo nella classe Laser
1998:  Oro nella classe Laser
Melbourne 1999:  Oro nella classe Laser
Cancun 2000:  Bronzo nella classe Laser
Atene 2002:  Oro nella classe Finn
Cadice 2003:  Oro nella classe Finn
Rio 2004:  Oro nella classe Finn
Mosca 2005:  Oro nella classe Finn
Melbourne 2008:  Oro nella classe Finn